# Artefacte explosiu improvisat

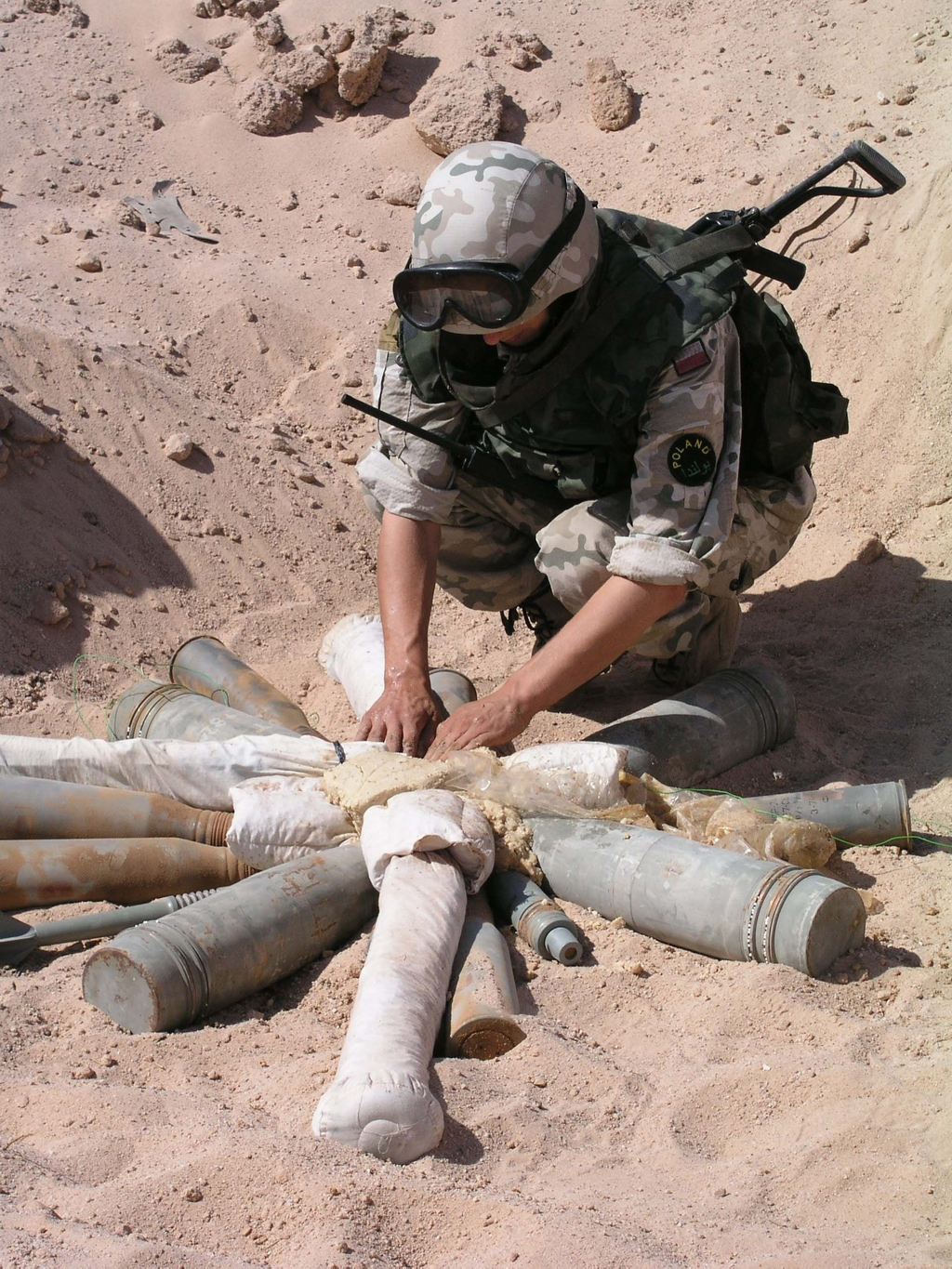
Un soldat polonès desactivant un AEI col·locat per la insurgència iraquiana vora Hilla l'any 2013 després de la Invasió de l'Iraq de 2003.

Un artefacte explosiu improvisat (AEI; en anglès Improvised Explosive Device, IED) és una bomba de fabricació artesanal. Aquest tipus d'explosius són habitualment emprats per forces irregulars sense estat: guerrilles o grups insurgents contra forces policials o d'un exèrcit convencional.
Els AEI poden estar fabricats o no amb material militar i solen tenir formes molt diferents, des de canonades emplenades d'explosiu fins a grans projectils d'artilleria connectats entre ells. A causa d'això, el mètode d'ús també és molt variable: cotxes bomba, atemptats suïcida, col·locats sota una carretera…
Tot i que aquest tipus d'element s'ha fet servir des de la introducció de la pólvora fou a la Guerra del Vietnam, per part dels soldats del Vietcong, on es va començar a usar tal com s'usen avui en dia. A partir de la Invasió de l'Iraq de 2003 i la Guerra de l'Afganistan els AEI guanyaran molta importància, arribant a ser una de les principals armes de la insurgència. Els artefactes explosius improvisats també s'han fet servir contra civils en diversos atacs indiscriminats, els més destacables que han afectat Europa i els EUA són l'atemptat d'Oklahoma City (1995), els atemptats als trens de Madrid (2004) i els atemptats de Londres (2005).
A l'Estat espanyol s'anuncià el 2007 la creació d'un Centre d'Excel·lència contra Artefactes Explosius Improvisats, depenent de l'exèrcit, que finalment es va crear a Hoyo de Manzanares, un municipi de la Comunitat de Madrid.

## Característiques
Els artefactes explosius improvisats solen ser fabricats amb diferents dissenys, mecanismes detonants i tipus d'explosius, cosa que els fa encara més perillosos si són detectats i han de ser desarmats. Per evitar ser detectats han estat fets de bidons de plàstic farcits amb explosiu i esquir-les. En altres casos són obusos o bombes aèries a
els quals se'ls connecta un detonador.
Poden tenir un detonador activat per control remot, raigs infrarojos, mecanisme temporitzador amb commutador de membrana (tipus forn de microones) o ressorts. En alguns casos diversos artefactes solen estar muntats per obtenir una explosió en cadena, per exemple a l'atac a un comboi o tren.

## Història
La utilització de trampes explosives va lligada a la història militar des del començament de l'ús de la pólvora.
En el segle xx existeixen antecedents de la seva utilització en l'anomenada guerra d'Hivern entre Finlàndia i la Unió Soviètica (1939-1940).
Un altre exemple del seu ús coordinat a gran escala va ser en l'anomenada guerra del ferrocarril a Bielorússia durant la Segona Guerra Mundial entre 1943 i 1944, en la qual van ser usats pels anomenats partisans per a descarrilar els trens alemanys.
Durant la guerra de Vietnam van ser usats pel Front Nacional d'Alliberament de Vietnam (Vietcong), utilitzant material militar nord-americà abandonat o sense fet esclatar.
A Irlanda del Nord, l'IRA Provisional (IRA) els va usar contra les tropes del Regne Unit durant l'anomenada Campanya de l'IRA Provisional 1969–1997.
A Afganistan, els anomenats muyahidins els van utilitzar entre 1978 i 1992 durant la guerra civil. Posteriorment, en la guerra a l'Afganistan de 2001 han estat utilitzats pels talibans.
A Líban van ser usats per Hezbol·là contra les tropes de les Forces de Defensa Israelianes entre 1982 i 2000.
També van ser utilitzats contra l'exèrcit d'Israel en les anomenades Intifades (1987-1991) i (2000-2005).
A Txetxènia han estat utilitzats pels militants secessionistes contra Rússia en la primera guerra txetxena (1994-1996) i des de 1999.
Han estat àmpliament utilitzats en la guerra civil siriana tant pels rebels com per l'Estat Islàmic (2011-actualitat) com també per les Unitats de Protecció Popular (YPG) en la seva estratègia de guerra de guerrilles contra l'ocupació turca a Afrin.
Més recentment, els AEI estan en ús a la invasió russa d'Ucraïna de 2022 i també s'han utilitzat per a assassinats.

## Detecció d'Artefactes Explosius

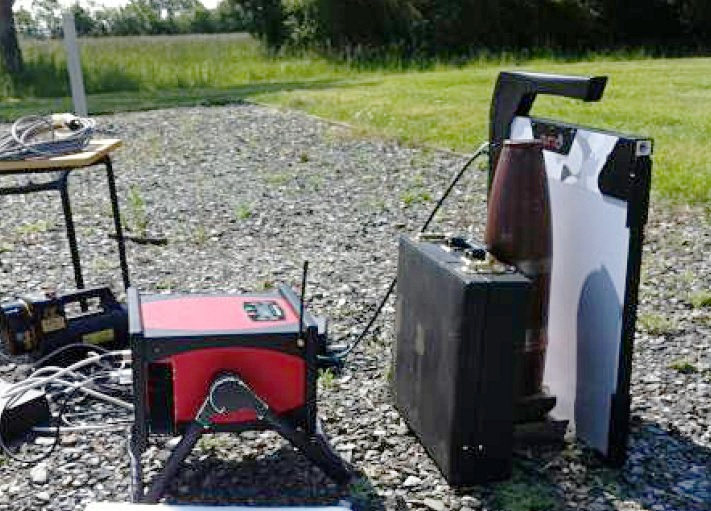
Detecció per raigs X.

La tecnologia clàssica per excel·lència és la detecció de metalls orientada a la detecció d'elements detonadors fonamentalment. És una tecnologia molt madura la missió real de la qual és desviar tot objecte metàl·lic cap a la monitorització per raigs X. Són usats per a inspecció d'embalums, objectes de mà, maletes, contenidors, etc. Permet detectar la presència de massa explosiva. Proveeixen resultats òptims a una distància segura. Les forces militars, arreu del món, operen amb robots per a propòsits d'intel·ligència i per desactivar bombes a zones de combat. La policia utilitza robots per rebutjar IED en àrees urbanes, modes de transport i ubicacions abarrotades. En els darrers anys, ha evolucionat considerablement la tecnologia i s'han incorporat als equips convencionals diferents versions: tomografia computaritzada (imatges en 3D) per a equipatges de celler; energia dual, que permet diferenciar amb més precisió la densitat efectiva dels materials i, per tant, la identificació de determinats materials.

## Tipus

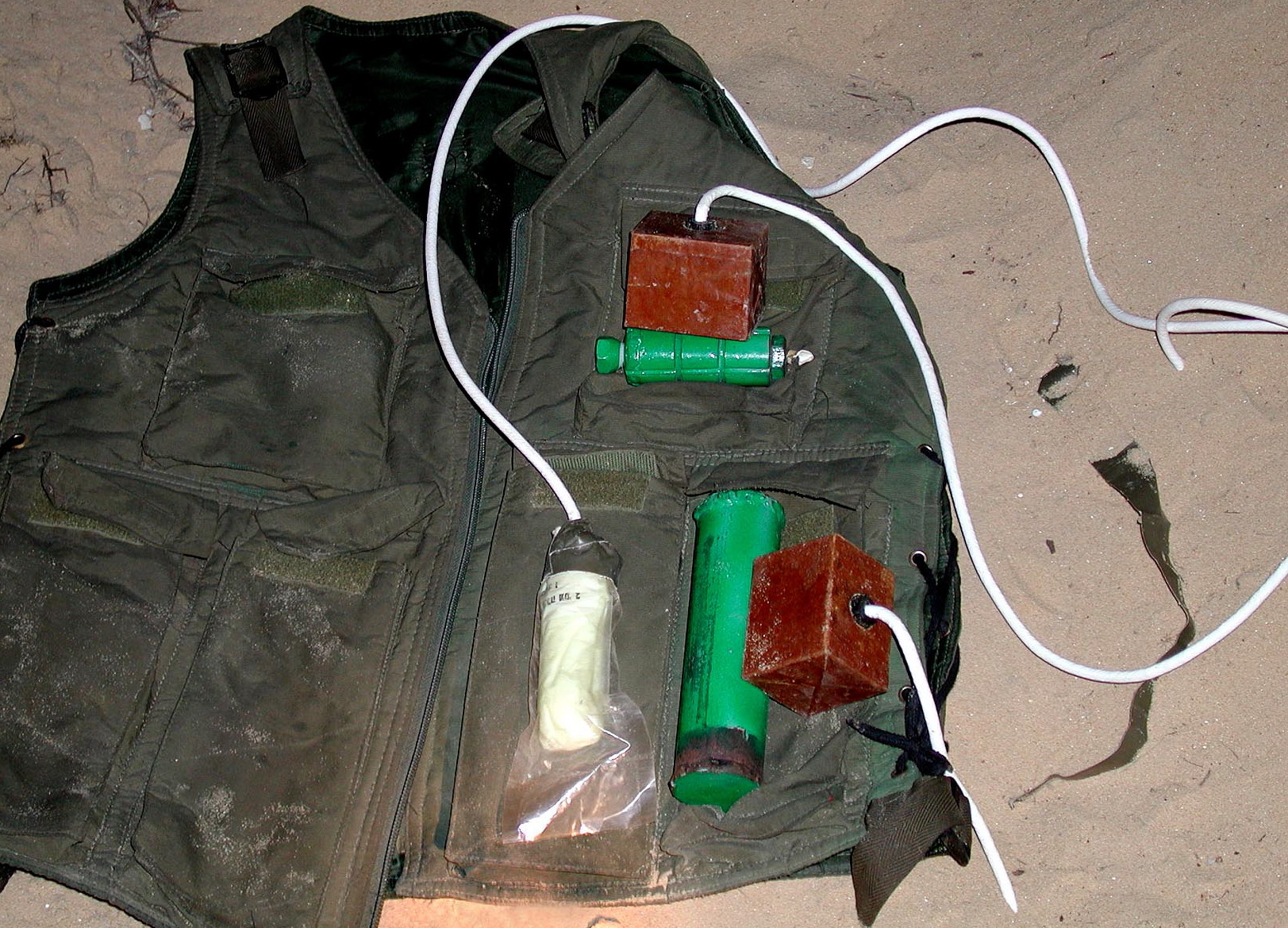
Armilla d'explosius per a un AEI d'atemptat suïcida de Hamàs trobat per les Forces de Defensa d'Israel el 2002.

Bàsicament, segons el tipus d'explosiu, de transport i on es detonen, els artefactes explosius improvisats es classifiquen en tres categories:
1. AEI de paquet (Package Type IED). Generalment llançats a mà o col·locats al lloc que es vol atacar. Tot i que es poden fer servir explosius casolans sovint s'aprofiten explosius militars: granades de mà, granades de morter, projectils d'artilleria… es poden detonar mitjançant un control remot (telèfon mòbil), amb cable o amb un temporitzador.
2. AEI de vehicle (Vehicle-Borne IED, VBIED). Aprofiten un vehicle com a contenidor per l'explosiu, són un mètode molt estès. La càrrega explosiva pot estar composta per elements com projectils de morter, motors de coet, caps explosius de coet i projectils d'artilleria. En poder transportar més càrrega són el tipus d'AEI amb més abast i es poden detonar com els de paquet.
3. AEI d'atemptat suïcida (Suicide Bomb IED). Transportats per una persona, que s'immolarà amb la detonació. S'usen explosius més petits, generalment d'alt explosiu amb fragmentació, ja que els portadors els duen camuflats. La detonació la sol dur a terme el mateix suïcida, que activa un interruptor connectat als explosius.
4. Bombes trampa (Booby trap IED). Artefactes explosius, col·locats deliberadament causar víctimes quan es manipula un objecte aparentment inofensiu o es du a terme una acció, com ara obrir portes o un vehicle, aparentment innòcues.[20]

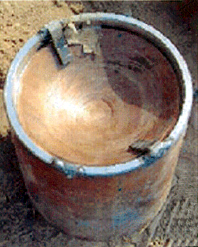
Artefacte explosiu improvisat amb un con de coure com a contenidor que provoca l'efecte Munroe, actuant com un projectil de càrrega buida.

## Elements d'un AEI
Els AEI estan compostos per diferents components:
- Detonador. Element que serveix per fer explotar el conjunt. Pot ser un telèfon mòbil, una interruptor simple, un rellotge…
- Càrrega iniciadora. És una petita càrrega explosiva sensible que inicia la detonació de la càrrega principal.
- Càrrega principal. És el gruix d'explosiu que compon l'artefacte explosiu improvisat.
- Font d'alimentació. És l'element que manté la bomba operativa, generalment és una bateria.
- Contenidor. És la carcassa que envolta l'AEI. Sovint la carcassa pot estar envoltada amb materials addicionals com claus, vidre, fragments de metall… que serveixen per augmentar la quantitat de metralla de l'explosió. També es poden col·locar cons de coure per provocar l'efecte Munroe i poder destruir vehicles blindats de combat.

### El material explosiu
La càrrega principal està composta per un explosiu potent. Moltes substàncies comunes poden servir com a explosiu: fertilitzants, peròxid d'hidrogen… Bàsicament, per dur a terme la reacció explosiva, només es necessita un combustible i un oxidant, que dona l'oxigen necessari per mantenir la reacció. La preocupació sobre els explosius líquids fou la raó per bandejar la quantitat de líquid que podia dur un passatger a un avió comercial.

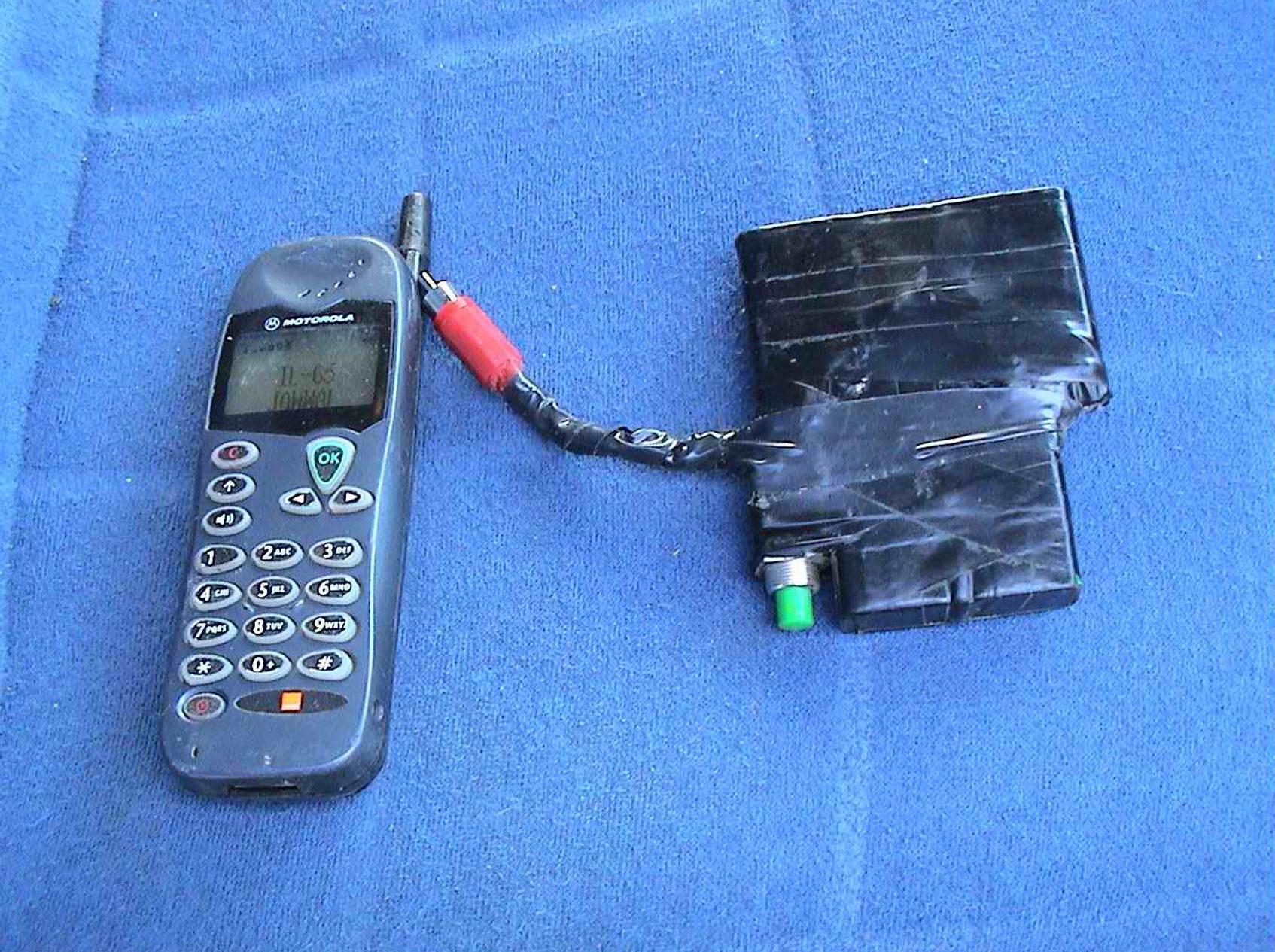
Telèfon mòbil i detonador d'un AEI trobat al nord de Gaza.

A la taula següent s'adjunten alguns exemples d'explosius fets servir com a AEI.
| Explosiu                        | Ús comú                    | Estat físic      |
| ------------------------------- | -------------------------- | ---------------- |
| Nitrat d'amoni i fueloil (ANFO) | Mineria                    | Sòlid            |
| Triacetona triperòxid (TATP)    | Mescla d'altres components | Sòlid cristal·lí |
| Samtex, C-4                     | Militar                    | Sòlid, plàstic   |
| Dinitrat d'etilenglicol         | Mineria                    | Líquid           |
| Nitrat d'urea                   | Fertilitzant               | Sòlid cristal·lí |
| Pólvora sense fum               | Cartutxeria                | Sòlid            |
| Butà / propà                    | Combustible                | Gas              |